# Rozdollea, Vilneansk
Rozdollea (în ucraineană Роздолля) este un sat în comuna Pavlivske din raionul Vilneansk, regiunea Zaporijjea, Ucraina.

## Demografie
Componența lingvistică a localității Rozdollea
     Ucraineană (84,72%)
     Rusă (15,28%)
Conform recensământului din 2001, majoritatea populației localității Rozdollea era vorbitoare de ucraineană (84,72%), existând în minoritate și vorbitori de rusă (15,28%).